# Till sista droppen
Till sista droppen är en EP som Asta Kask släppte år 2000 till Tyskland tillsammans med Rock mot svinen.

## Låtar
1. Folkmelodi
2. Vem kan segla för utan vind
3. Levande musik
4. SKS
5. Iran
6. I natt jag drömde[1]